# Han Kan (cràter)
Han Kan és un cràter d'impacte en el planeta Mercuri de 50 km de diàmetre. Porta el nom del pintor xinès Han Gan (720-780), i el seu nom va ser aprovat per la Unió Astronòmica Internacional el 1985.